# Macropsis friesei
Macropsis friesei är en insektsart som beskrevs av Dlabola 1964. Macropsis friesei ingår i släktet Macropsis och familjen dvärgstritar. Inga underarter finns listade i Catalogue of Life.